# Los Sims 2: mascotas
Los Sims 2: Mascotas (título original: The Sims 2: Pets) es la cuarta expansión del juego Los Sims 2, que nos permite crear la mascota perfecta para nuestros sims: podremos elegir entre gatos, perros, pájaros, peces tropicales y hámsteres. Pero no sólo hay animales: también trae objetos nuevos como casas para perro, jaulas para loros, cuadros y otros.

## Características principales
- Los Sims pueden compartir su curso de la vida con animales domésticos. Los Sims pueden adoptar perros, gatos, pájaros, etc.

- Con el Creador de Animales se puede elegir entre docenas de razas de perros y gatos, modificar las características para requisitos particulares de un animal doméstico único y después elegir su personalidad.

- Los animales tienen genética, comparable al sistema utilizado para los Sims humanos. Diversas razas pueden cruzarse para crear animales domésticos en el diseñador o para hacer nuevos y colocarlos para aparecer en Creador de animales como pedigrí único.

- Los Sims pueden animar y disciplinar a los animales domésticos, entrenándoles para atacar, dar la pata, y más. Los animales domésticos indomables pueden cavar en jardín, romper el sofá, derribar la basura, o sorprender a sus Sims de otras maneras, pero los Sims pueden cambiar las maneras de sus animales domésticos con el entrenamiento apropiado.

- Los animales domésticos tienen carreras, análogas en su funcionamiento a las de los Sims humanos. Los animales domésticos expertos pueden ganarse la vida a partir de tres nuevas carreras: el espectáculo, la seguridad, y el servicio. Trabajan a su manera para ascender a través de cuatro niveles de trabajo.

- Los animales domésticos de los Sims son miembros de la familia y comparten varios momentos en la vida de los sims de la misma.

- En este juego tu Sim puede hacerse lobo haciéndose amigo del jefe de la manada de lobos que aparecerá con los ojos de color amarillo fluorescente, al hacerte su amigo te morderá y tu Sim será un hombre lobo a partir de las 8:00.

## Modo de juego
Si bien el jugador no puede controlar directamente a las mascotas, debemos cuidar que sus necesidades estén satisfechas. 
Tus sims pueden animar o disciplinar sus mascotas, entrenándolas en habilidades tales como dar la pata, dar vueltas en el suelo, entre muchas otras (claro que las mascotas más inteligentes aprenderán más rápido). Además si son muy traviesas se pueden cambiar sus comportamientos molestos (como excavar en el jardín) con el entrenamiento adecuado. Otra ventaja de adiestrarlos es que de esa manera podrán trabajar para ganarse la vida en el mundo del espectáculo, cuerpos de seguridad o servicios, pudiendo avanzar hasta cuatro niveles de trabajo. Tu mascota podrá ser tu mejor amigo o simplemente un estorbo. Cuando acabes de comprar una mascota cómprale lo necesario si es perro, comedero, casa y hueso, si es gato, residencia gatuna, comedero y si quieres una caja con arena para hacer sus necesidades. El primer día préstale mucha atención y enséñale las órdenes básicas como ven para acá o quédate donde estás. Los cachorros y gatitos son más fáciles de cuidar que los adultos.

## Requerimientos
Para jugar a Los Sims 2 Mascotas, debes tener la base del juego (Los Sims 2), que se puede comprar aparte o puede venir en un pack como por ejemplo: Los Sims 2 Deluxe, Los Sims 2 Megaluxe, o cualquier otro pack. Los siguientes son los requerimientos mínimos para jugar:
- Sistema operativo: Windows XP, Windows ME, Windows 98, Windows 2000 o MAC OS X
- Procesador de 1,3 GHz.
- 256 MB de Memoria RAM se recomienda 512 MB si tienes más expansiones.
- Al menos 1.5 GB de espacio adicional en el disco duro.
- Tarjeta gráfica de 32MB de RAM o superior apta para T&L (transform & lighting).
- Direct X versión 9.0.

## Otras novedades
- No son controlables, pero puedes darles órdenes a través de tus sims. Con un par de trucos se pueden controlar totalmente.
- Hay como máximo 6 mascotas y 8 sims en un solar, siempre que la suma entre estos dé 12 (es decir que en una casa con 6 mascotas, sólo pueden existir 6 sims). Pero en PlayStation 2 las familias solo pueden tener 6 miembros entre ellos sims y mascotas.
- Las mascotas tienen genética.
- Las mascotas tienen cachorros.
- Al igual que los sims, las mascotas nacen, crecen y mueren. Tienen tres edades posibles: cachorro, adulto y anciano. No pueden crearse cachorros con la herramienta "Create A Pet", sólo mediante otras mascotas que procreen en el juego.
- No se pueden cruzar dos mascotas de distintas especies.
- No hay nuevos barrios.
- Se pueden contratar entrenadores para adiestrar las mascotas.
- Los sims pueden hacer una tienda donde vender mascotas, si tienen la expansión Los Sims 2: Abren Negocios.
- Tus sims pueden convertirse en hombres lobo haciéndose amigos de "Líder de la manada" que se presenta por las noches con ojos brillantes y pelaje oscuro. Cuando lleguen a un nivel muy alto de amistad el lobo podría morder a tu sim y así convertirlo en un hombre lobo. Sus ventajas son tales como adquirir una facilidad impresionante a la hora de enseñar a tus mascotas, y lo más útil es que sus necesidades por la noche no bajan, aunque tienen sus defectos, como que cuando lleven más tiempo siendo hombres lobo mas les costará tener amistades porque se vuelven cada día menos sociables. El físico les subirá poco a poco, más que a un sim normal. Los hombres lobo son como sims normales, sólo cambia su forma de andar. Para encontrarse con ''Líder de la manada'' se debe tener una gran cantidad de flores y plantas en el jardín, así el Lobo vendrá a felicitarlos.

## PlayStation 2
En el juego de PS2 se puede tener un máximo de seis personajes ya sea mascotas o Sims.
Se requiere un Sim como mínimo para poder jugar, es decir, que en una familia se pueden tener desde 6 personas y ninguna mascota hasta 5 mascotas con una persona.